# دالوالینیو، استرالیای غربی
دالوالینیو (به انگلیسی: Dalwallinu) یک شهرک در استرالیا است که در استرالیای غربی واقع شده‌است.